# Grand Prix SAR La Princesse Lalla Meryem 2009
Il Grand Prix SAR La Princesse Lalla Meryem 2009 è stato un torneo femminile di tennis giocato sulla terra rossa..
È stata la 9ª edizione del Grand Prix SAR La Princesse Lalla Meryem, che fa parte della categoria International nell'ambito del WTA Tour 2009.
Si è giocato a Fès in Marocco, dal 27 aprile al 2 maggio 2009.

## Partecipanti

### Teste di serie
| Giocatrice               | Nazionalità | Ranking* | Testa di serie |
| ------------------------ | ----------- | -------- | -------------- |
| Anabel Medina Garrigues  | Spagna      | 18       | 1              |
| Alisa Klejbanova         | Russia      | 25       | 2              |
| Anastasija Pavljučenkova | Russia      | 28       | 3              |
| Marija Kirilenko         | Russia      | 38       | 4              |
| Sorana Cîrstea           | Romania     | 40       | 5              |
| Ekaterina Makarova       | Russia      | 51       | 6              |
| Roberta Vinci            | Italia      | 52       | 7              |
| Shahar Peer              | Israele     | 53       | 8              |

- Ranking al 27 aprile 2009.

### Altre partecipanti
Giocatrici che hanno ricevuto una Wild card
- Anabel Medina Garrigues
- Nadia Lalami
- Fatima Zahrae El Allami

Giocatrici passate dalle qualificazioni:
- Paula Fondevila Castro
- Corinna Dentoni
- Polona Hercog
- Nathalie Viérin
- Vitalija D'jačenko (lucky loser)
- Eva Fernández-Brugués (lucky loser)

## Campioni

### Singolare
Anabel Medina Garrigues ha battuto in finale  Ekaterina Makarova con il punteggio di 6–0, 6–1

### Doppio
Alisa Klejbanova /  Ekaterina Makarova hanno battuto in finale  Sorana Cîrstea /  Marija Kirilenko con il punteggio di 6–3, 2–6, 10–8